# Nikomédiai Euszebiosz
Nikomédiai Eusebius (Ευσέβιος ο Νικομηδείας), (? – 341) ókeresztény püspök, aki a 3. század végén és a 4. század első felében élt és működött.

## Élete
Antiokheiában tanult. Éles eszű ékesszóló, de nagyravágyó ókeresztény püspök volt. A később eretnek tanná nyilvánított arianizmus nagy védője volt és ő nyerte meg e tanok számára Nagy Konstantin római császár nővérét is.
Nicomedia ariánus püspökeként Eusebius nevelője és gyámja, anyai ágról rokona volt Flavius Iulianusnak, a leendő római császárnak, aki 338-ig valószínűleg Nicomedia városában élt. A családtagok gyermekei valószínűleg ariánus nevelést kaptak. Eusebius 338-tól haláláig, 341-ig Konstantinápoly püspöke lett – Gyóntató Pál püspök száműzetése után.
Nagy Konstantint  röviddel halála előtt az ariánus eretnek püspök, Eusebius keresztelte meg.